# Pismo Beach
Pismo Beach é uma cidade localizada no estado americano da Califórnia, no condado de San Luis Obispo. Foi incorporada em 25 de abril de 1946.

## Geografia
De acordo com o United States Census Bureau, a cidade tem uma área de 34,9 km², onde 9,3 km² estão cobertos por terra e 25,6 km² por água.

### Localidades na vizinhança
O diagrama seguinte representa as localidades num raio de 24 km ao redor de Pismo Beach.

## Demografia
Segundo o censo nacional de 2010, a sua população é de 7 655 habitantes e sua densidade populacional é de 821 hab/km². É a cidade menos populosa do condado de San Luis Obispo e também a que teve, em 10 anos, a maior redução populacional. Possui 5 585 residências, que resulta em uma densidade de 599 residências/km².